# Polluelos de Aibonito
I Polluelos de Aibonito sono stati una società cestistica avente sede ad Aibonito, a Porto Rico. Fondati nel 1977, hanno giocato nel campionato portoricano. Si sono sciolti nel 2001.

## Palmarès
- Campionati portoricani: 1

1986